# We're Here Because We're Here
Albums de Anathema
Hindsight
(2008) Falling Deeper
(2011)
We're Here Because We're Here est le huitième album du groupe anglais Anathema, publié le 31 mai 2010, par Kscope.
Il est le premier du groupe avec Lee Douglas en tant que membre officiel.

## Liste des chansons
Toute la musique est composée par Anathema.
| No  | Titre                                  | Durée |
| --- | -------------------------------------- | ----- |
| 1.  | Thin Air                               | 5:59  |
| 2.  | Summernight Horizon                    | 4:12  |
| 3.  | Dreaming Light                         | 5:47  |
| 4.  | Everything                             | 5:05  |
| 5.  | Angels Walk Among Us (avec Ville Valo) | 5:17  |
| 6.  | Presence                               | 2:58  |
| 7.  | A Simple Mistake                       | 8:14  |
| 8.  | Get Off, Get Out                       | 5:01  |
| 9.  | Universal                              | 7:19  |
| 10. | Hindsight                              | 8:10  |